# Scherenschnitte

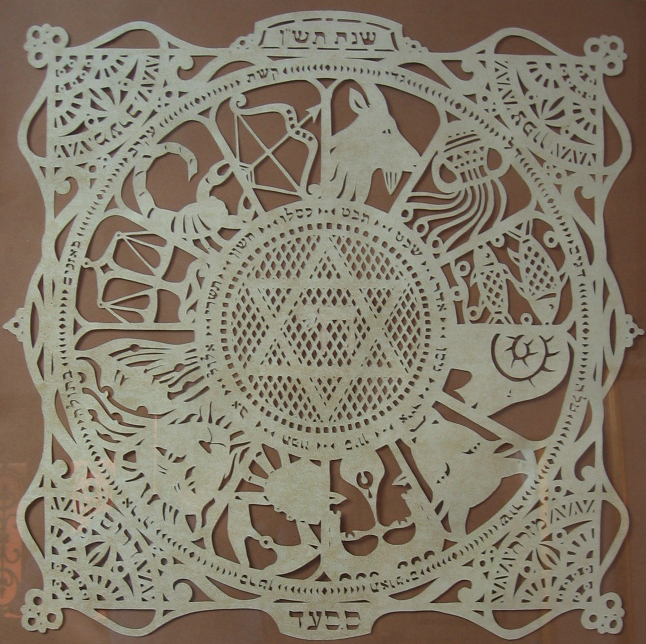
Diseño simétrico.

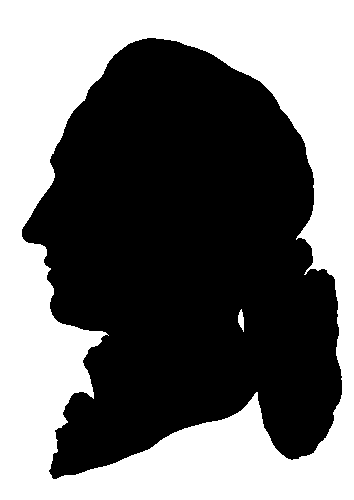
Goethe en un Scherenschnitte

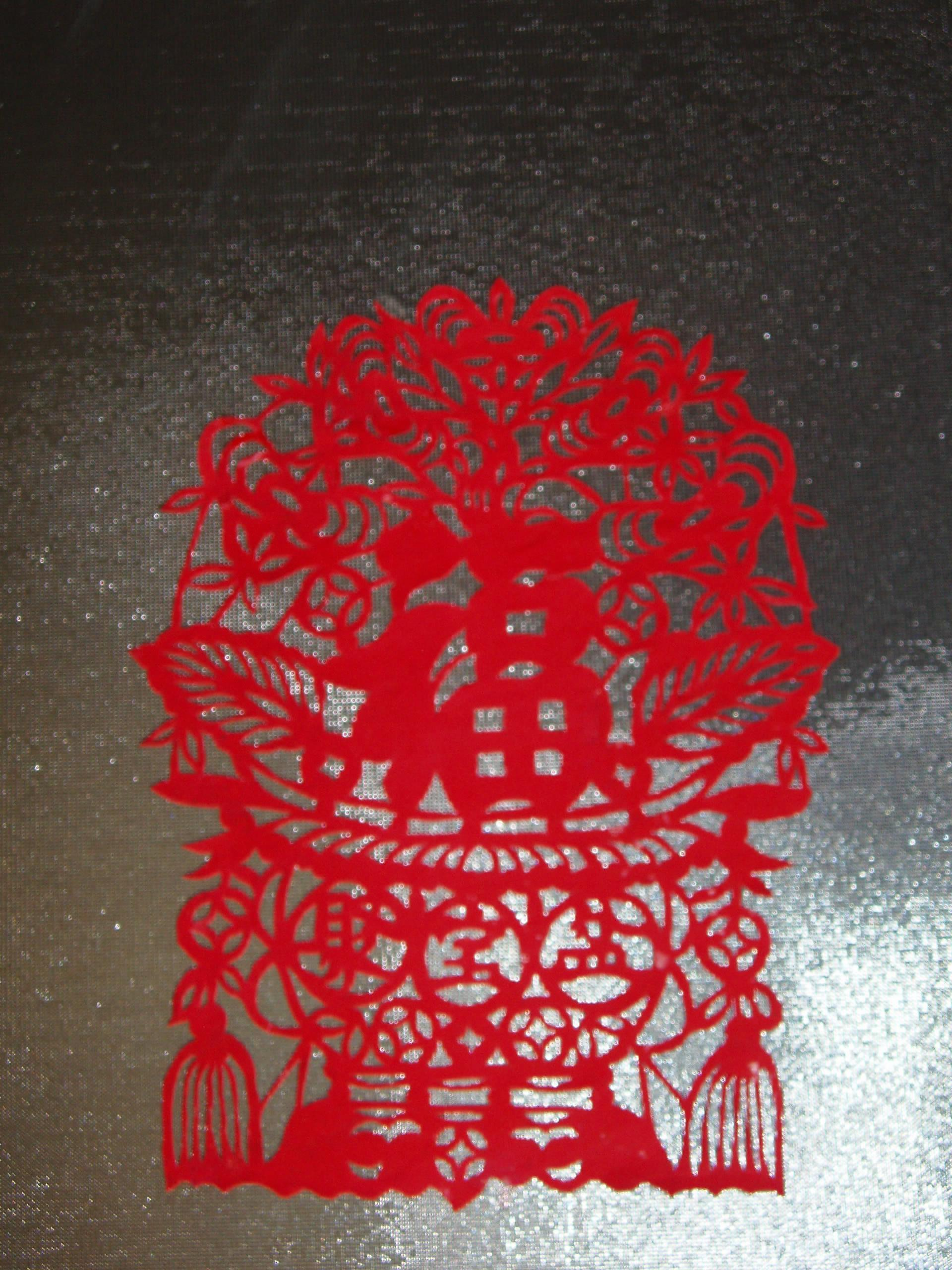
Ornamento calado

Scherenschnitte (que en alemán significa «corte con tijeras» y también puede traducirse como «silueta») designa al método artesanal consistente en cortar con tijeras u otros elementos cortantes papel u otros materiales para generar siluetas vívidas y realistas, aunque esquemáticas, de diferentes tipos de figuras y formas. 
Esta técnica artesanal se originó en Alemania y Suiza en el siglo XVI, aunque reconoce antecedentes en las técnicas de papel cortado de China, muy anteriores.
La silueta clásica parte de una hoja de papel, o varias superpuestas, generalmente de colores contrastantes con el fondo. También es común una técnica de doblado y posterior cortado de diferentes temas geométricos, que -al desdoblarse la hoja- resulta en figuras polisimétricas, en las que cada doblez genera un eje de simetría.